# Nendorf
Nendorf ist ein Ort in Niedersachsen und Ortsteil der Gemeinde Stolzenau im Landkreis Nienburg/Weser. Von 1200 bis 1542 befand sich in Nendorf das Benediktinerinnenkloster St. Martin.

## Geographie
Nendorf liegt an der Bundesstraße 441 zwischen Stolzenau (6 Kilometer) und Uchte (5 Kilometer). Die Entfernung bis zur Kreisstadt Nienburg/Weser beträgt 27 Kilometer.

## Geschichte
Die erste urkundliche Erwähnung stammt aus dem Jahr 1200, jedoch bestanden Ort und Kirche schon vorher. In der Urkunde bestätigte Bischof Thietmar von Minden die Einrichtung eines Benediktinerinnenklosters. Die Gründung des Klosters ist eng mit einem Priester namens Symon verbunden, der die wirtschaftlichen Grundlagen für das Kloster schuf, indem er Höfe und Ländereien stiftete. 
Während der Einführung der Reformation durch die Grafen von Hoya wurde das Kloster aufgelöst und alle Gebäude mit Ausnahme der Kirche abgerissen. 1542 lebten hier noch sieben Ordensschwestern, die durch Geld- und Naturalleistungen abgefunden wurden. Einige von ihnen heirateten. Die verstreut liegenden Ländereien des Klosters wurden zu einem Hof zusammengefasst.
Die Kirche wurde 1787 klassizistisch umgebaut und besitzt seitdem ihr heutiges Aussehen.
1888 wurden bei Nendorf drei römische Silberbarren mit Inschriften gefunden, die sich seit 1890 im Landesmuseum Hannover befinden. 
Nendorf war eine selbstständige Gemeinde. Seit dem 1. März 1974 ist Nendorf ein Ortsteil der Gemeinde Stolzenau, die seit 2011 der Samtgemeinde Mittelweser angehört.

## Einwohnerentwicklung
| Jahr      | 1901 | 1925 | 1933 | 1939 | 1961 | 1970 | 2010 |
| --------- | ---- | ---- | ---- | ---- | ---- | ---- | ---- |
| Einwohner | 0829 | 0985 | 0980 | 0962 | 1163 | 1148 | 0975 |

## Verkehr
Der Haltepunkt Nendorf lag an der Steinhuder Meer-Bahn. Diese ist stillgelegt.

## Sonstiges
Es gibt einen Gemeindekindergarten und eine Grundschule mit vier Klassenräumen für 70 Schüler, die von fünf Lehrkräften unterrichtet werden. Weiterführende Schulen befinden sich in Stolzenau.
Das gesellschaftliche Leben wird von den Vereinen Freiwillige Feuerwehr, Heimatverein, Schützenverein, Sportverein, Gymnastic Club, Shanty-Chor, Frauenchor, Reit- und Fahrverein, Kanone 95, KLZV Stolzenau und Umgebung, Sport-Angler-Verein und einem Turnverein gestaltet und geprägt.